# AS Monaco
AS Monaco FC is een Monegaskische voetbalclub, opgericht in 1919. Het behaalde zijn proflicentie in 1948 en geldt als de sterkste ploeg van het Vorstendom Monaco. Ondanks het feit dat het een club uit Monaco is, heeft het altijd in de Franse voetbalcompetitie gespeeld. De club won onder meer achtmaal het landskampioenschap, vijfmaal de Franse Beker en driemaal de Alpencup. In 1992 behaalden ze de finale van de Europacup II en in 2004 de finale van de Champions League, maar beide finales werden verloren. In november 2011 is de club in handen gekomen van de Russische miljardair Dmitry Rybolovlev, die de club financieel ondersteunt.
De sportieve rivaal van AS Monaco is OGC Nice, beide gevestigd in steden aan de Côte d'Azur op 20 kilometer afstand van elkaar. Wedstrijden tussen beide clubs staan bekend als de Derby de la Côte d'Azur. De derby wordt in de meeste gevallen succesvol afgesloten door de Monegasken. Sinds het seizoen 2013/14 staan de wedstrijden tegen de eveneens kapitaalkrachtige club Paris Saint-Germain bekend onder de populaire benaming Le Ca$hico.

## Geschiedenis

### Oprichting
AS Monaco zag het daglicht op 23 augustus 1919. De omnisportclub was het resultaat van een fusie tussen verscheidene sportverenigingen uit het Vorstendom, namelijk: Swimming Club, Monaco Sport (de voormalige voetbalclub Herculis), AS Beausoleil, Etoile de Monaco en Riviera AC. Als kampioen van de regio Zuidoost-Frankrijk in 1933, werd AS Monaco een professionele vereniging.
Na één seizoen in het betaald voetbal werd AS Monaco de proflicentie ontnomen omdat het stadion (Stade des Monéghetti) niet zou voldoen aan de vastgestelde normen. In de wijk Fontvieille werd als reactie hierop in 1939 het Stade Louis II gebouwd, een stadion dat aan alle eisen en normen zou voldoen. In 1948 verkreeg AS Monaco opnieuw een proflicentie, om te kunnen deelnemen in het betaald voetbal.

### Eerste successen
Voor successen moesten de supporters wachten tot 1960. In dat jaar won AS Monaco zijn eerste prijs, namelijk de Franse Beker. Deze werd gewonnen nadat AS Saint-Étienne in de finale werd verslagen met 4-2. Aan de zijde van Monaco speelde toentertijd Michel Hidalgo mee. Het seizoen erop droeg AS Monaco voor het eerst het shirt dat emblematisch zou gaan worden: wit met een diagonale rode streep. Dit shirt werd ontworpen door prinses Gracia en bracht de Monegasken meteen geluk, want voor de eerste keer in haar historie won AS Monaco het Franse landskampioenschap. In 1961 speelde Monaco voor het eerst in de Europa Cup, maar het kwam niet verder dan de eerste ronde, na een verloren wedstrijd tegen Glasgow Rangers. Het seizoen 1961/62 was een moeizaam seizoen voor AS Monaco, maar het seizoen erna zou de boeken ingaan als hun mooiste seizoen. Onder leiding van hoofdtrainer Henri Biancheri wist de club de dubbel te winnen, na het winnen van de competitie en de bekerfinale tegen Olympique Lyon (2-0 winst).
De jaren erna waren echter niet zo succesvol voor de Monegaskische club. Ondanks een klein succesje in de Europa Cup, in de vorm van het behalen van de achtste finales tegen Internazionale), wist AS Monaco in competitieverband geen goede resultaten meer te boeken. In 1969 degradeerde AS Monaco naar de Division 2.

### Het tijdperk Arsène Wenger

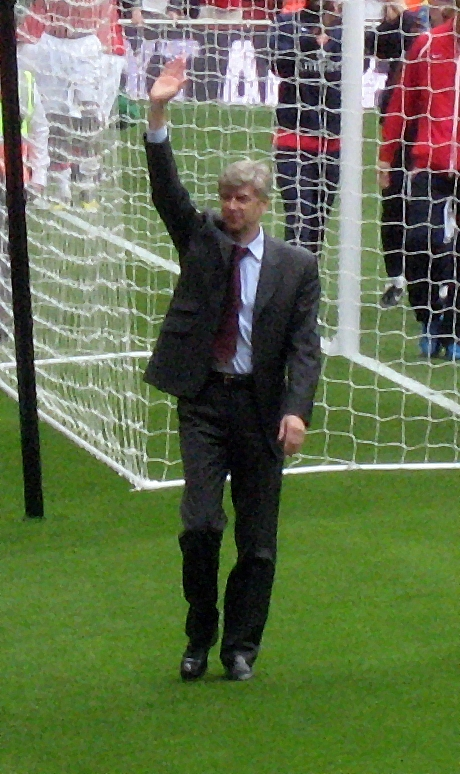
Arsène Wenger.

In 1987 werd Arsène Wenger benoemd tot hoofdtrainer van de club. In het eerste seizoen onder de trainer won AS Monaco meteen het Frans landskampioenschap. Het voetbalteam bestond uit onder andere Hoddle, Sonor, Fofana, Battiston, Vogel, Amoros, Ettori, Dib, Mège, Ferratge en Hateley. Het enige smetje op het seizoen was de vroege uitschakeling tegen OGN Nice in de 16e finale van de beker. Met de gewonnen titel dwong de club Europees voetbal af voor het volgende seizoen.
Het seizoen 1988/89 werd een vervelend seizoen met veel blessures en schorsingen. De club werd echter wel derde in de competitie en finalist in de Franse Beker, maar verloor daar 4-3 van Olympique Marseille en hun sterspeler Jean-Pierre Papin. Een pluspunt van dat seizoen was dat de schorsingen en blessures de kans gaven aan de jonge talenten als Emmanuel Petit en George Weah om zich te ontplooien. Europees wist AS Monaco goede resultaten te boeken, door in de achtste finale met 6-1 te winnen van Club Brugge. Ondanks een verloren kwartfinale tegen Galatasaray (0-1 / 1-1) begon AS Monaco in de internationale voetbalwereld aanzien te verwerven.
De seizoenen die volgden wist AS Monaco een continuïteit te geven aan het goede spel en aan te haken bij de top van Frankrijk. In 1990 werd Monaco derde in de competitie en het seizoen erna behaalde AS Monaco een tweede plaats. Ook wist het de Franse beker te winnen na een overwinning tegen het sterke Olympique Marseille, de club die ook in de Europacup finale stond. In 1990 bereikte AS Monaco de halve finale van de Europacup II tegen UC Sampdoria (2-2 / 0-2), maar verloor deze. Het seizoen erna strandde Monaco in de achtste finales van de UEFA Cup tegen Torpedo Moskou (1-2 / 1-2). AS Monaco kwam in 1992 in de finale van de Europacup II nadat Feyenoord op uitdoelpunten in de halve finale was verslagen (1-1,2-2). In de finale was Werder Bremen met 2-0 te sterk voor AS Monaco maar de club mocht zich wel runner up van de EC II noemen.

### Topploeg
In de jaren na het vertrek van Wenger bleef Monaco een topploeg. Monaco werd landskampioen in 1997 en 2000. In die jaren pakte de club ook de Super Cup van eigen land en in 2003 de Franse beker: de Coupe de la Ligue. In datzelfde jaar eindigde de ploeg op één punt van kampioen Olympique Lyon als tweede, en mocht zoals wel vaker de Champions League in. In de Champions League verraste de ploeg vriend en vijand. Het pakte de groepswinst in een groep met PSV, Deportivo La Coruña en AEK Athene.
Groep C
| Team                   | Ptn | Wed | W | G | V | DV | DT | DS  |
| ---------------------- | --- | --- | - | - | - | -- | -- | --- |
| 1. AS Monaco           | 11  | 6   | 3 | 2 | 1 | 15 | 6  | +9  |
| 2. Deportivo La Coruña | 10  | 6   | 3 | 1 | 2 | 12 | 12 | 0   |
| 3. PSV                 | 10  | 6   | 3 | 1 | 2 | 8  | 7  | +1  |
| 4. AEK Athene          | 2   | 6   | 0 | 2 | 4 | 1  | 11 | −10 |

| Eerste speeldag        |     |                        |
| PSV Eindhoven          | 1–2 | AS Monaco              |
| Tweede speeldag        |     |                        |
| AS Monaco              | 4–0 | AEK Athene             |
| Derde speeldag         |     |                        |
| Deportivo de La Coruña | 1–0 | AS Monaco              |
| Vierde speeldag        |     |                        |
| AS Monaco              | 8–3 | Deportivo de La Coruña |
| Vijfde speeldag        |     |                        |
| AS Monaco              | 1–1 | PSV Eindhoven          |
| Zesde speeldag         |     |                        |
| AEK Athene             | 0–0 | AS Monaco              |

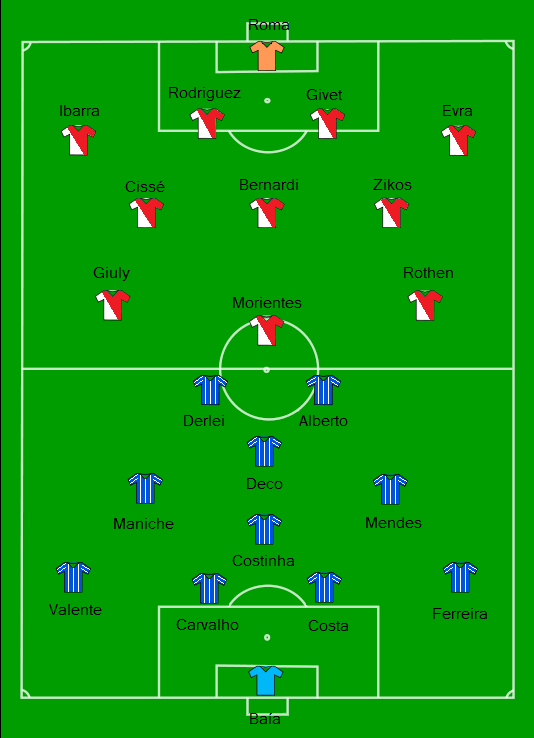
Opstellingen van de finale van de Champions League van 2004. Boven AS Monaco, onder FC Porto

Het won onder andere van Deportivo La Coruña met 8-3. Theoretisch gezien was de ploeg tot na de laatste speeldag nog niet door, maar omdat PSV en Deportivo de La Coruña tegen elkaar opnamen en Monaco zelf een veel beter (+9 tegenover +0 van Deportivo de La Coruña en +1 van PSV) was er eigenlijk geen twijfel meer, alleen wie er eerste zou eindigen in de poule. Omdat PSV won van Deportivo de La Coruña en Monaco zelf een punt pakte in Athene pakte Monaco de groepswinst.
In de achtste finales nam Monaco het op tegen het Russische Lokomotiv Moskou. Over twee duels eindigde het in 2-2 maar doordat Monaco in Moskou een uitdoelpunt maakte wat Lokomotiv niet lukte ging Monaco op basis van uitdoelpunten naar de kwartfinale. In de kwartfinale lootte Monaco de Spaanse grootmacht Real Madrid CF, wat met negen titels ook de recordhouder is op het gebied van het winnen van de Champions League. Ook deze confrontatie eindigde over twee duels in een gelijkspel waar ook dit keer Monaco zijn voordeel uit haalde. Real Madrid won de eerste wedstrijd in het eigen stadion met 4-2 maar verloor in Monaco met 3-1. Monaco ging dus op basis van uitdoelpunten verder naar de halve finales. In de halve finale nam Monaco het op tegen het kapitaalkrachtige Chelsea. Monaco won thuis met 3-1 van de Londenaren en speelde uit 2-2 gelijk, hierop mocht Monaco naar de finale in Gelsenkirchen op 26 mei. Hier nam Monaco het op tegen het Portugese FC Porto, de club van José Mourinho. De finale liep uit op een deceptie en Monaco verloor met 0-3.
In zowel 2004 als 2005 eindigde de ploeg als derde in de Ligue 1. Later bleek dat dit vooralsnog de laatste aansprekende resultaten van Monaco waren.

### Bergafwaarts
Na 2005 ging het bergafwaarts met de club. In 2006 eindigde de club slechts als tiende en liep het dus Europa mis. Ook de jaren daarna verliepen niet voorspoedig. Tussen 2006 en 2010 eindigde de ploeg tussen de plaatsen 8 en 12. In 2007 hoopte de club weer een rol van betekenis te gaan spelen, wat mislukte. AS Monaco eindigde weliswaar hoger dan het jaar ervoor maar alsnog slechts als negende. In 2008, 2009 en 2010 eindigde de ploeg respectievelijk als twaalfde, elfde en achtste, waarna Monaco weer hoopte telkens iets te stijgen. Dit gebeurde niet en in 2011 streed de club zelfs tegen de degradatie. Na negentien wedstrijden stond de club slechts één plaats boven de degradatieplaatsen. De tweede seizoenshelft verliep beter en de club pakte meer punten, maar ook de andere degradatiekandidaten slaagden erin om meer punten te pakken. Met nog maar twee wedstrijden op het programma leek het een moeilijke taak te worden voor Monaco om lijfsbehoud veilig te stellen. Monaco won van Montpellier HSC, maar omdat de concurrenten AS Nancy, SM Caen, Valenciennes FC, OGC Nice, Stade Brestois, Toulouse dat ook deden steeg Monaco niet, en stond het met slechts één wedstrijd te gaan (die gespeeld moest worden tegen de nummer drie Olympique Lyon) op een degradatieplaats. Voor de laatste speelronde kon zelfs de nummer tien (Toulouse) nog degraderen. Monaco moest de laatste wedstrijd winnen, maar faalde hierin. Het verloor in eigen huis van Lyon, waardoor degradatie een feit was. Opvallend is het doelsaldo waarmee Monaco degradeerde. Na 38 wedstrijden had het slechts een doelsaldo van -4, wat voor een degraderende club zeer hoog is. Na 34 jaar onafgebroken in de Ligue 1 te hebben gespeeld, degradeerde AS Monaco in 2011 onverwachts op de laatste speeldag naar de Ligue 2.

### Overname

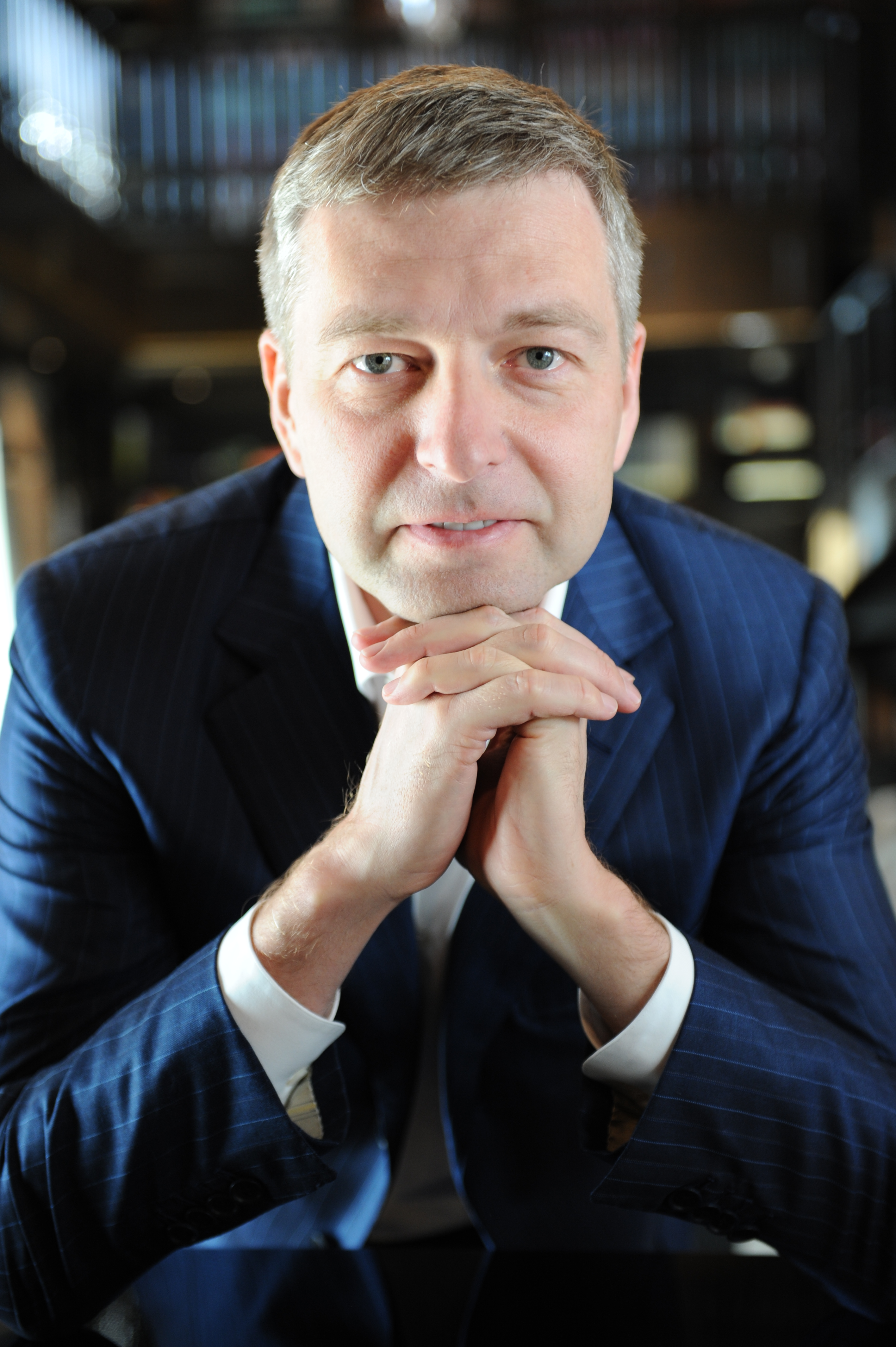
Grootaandeelhouder Dimitri Rybolovlev

In het seizoen 2011/12 was AS Monaco actief in de Ligue 2. De Russische miljardair Dimitri Rybolovlev toonde interesse om AS Monaco over te nemen, maar de Monegaskische club wees dit aanbod af met de gedachte dat het uit zichzelf terug zou kunnen gaan keren naar het hoogste niveau. Niets bleek echter minder waar: Monaco bezette in de winterstop de laatste plaats in de op een na hoogste divisie met een grote achterstand op de veilige plaatsen. Rybolovlev klopte nog een keer aan en AS Monaco ging dit keer overstag. Hij trok in de winterperiode van 2011/12 al diverse versterkingen aan, onder wie Nabil Dirar voor bijna vijf miljoen euro van Club Brugge en de Nederlands jeugdinternational Nacer Barazite voor 4,5 miljoen euro van FK Austria Wien. AS Monaco eindigde alsnog als achtste en handhaafde zich daarmee in de Ligue 2. Voor het seizoen 2012/13 werd er ingezet op directe promotie naar de Ligue 1. In de zomerse transferperiode van 2012 verbrak Monaco het transferrecord van de Ligue 2 door Lucas Ocampos voor bijna 11,5 miljoen euro van het Argentijnse River Plate over te nemen. Met het aantrekken van meerdere spelers wist Monaco kampioen te worden van de Ligue 2 onder leiding van de Italiaanse trainer-coach Claudio Ranieri en daarmee weer terug te keren naar de Ligue 1.
Met de promotie hoopte de clubleiding terug te keren aan de top van het Franse voetbal en op termijn weer een rol van betekenis te spelen in Europa. In de zomer van 2013 trok het onder anderen Atlético Madrid-spits Radamel Falcao aan voor maar liefst zestig miljoen euro. Ook João Moutinho en James Rodríguez kwamen beiden voor relatief hoge bedragen over van FC Porto. Ricardo Carvalho kwam transfervrij over van Real Madrid. Andere aanwinsten waren de Argentijnse doelman Sergio Romero (gehuurd van UC Sampdoria), de Frans internationals Jérémy Toulalan (Málaga CF) en Éric Abidal (FC Barcelona) en Anthony Martial (Olympique Lyonnais).
In mei 2013 besloot de LFP dat Monaco boekhoudkundig een Franse club moest worden, zodat AS Monaco door de belastingverschillen tussen Frankrijk en Monaco geen financiële voordelen meer zou hebben ten opzichte van de andere clubs in de Franse voetbalcompetities. Op 24 januari 2014 trof AS Monaco een schikking met het bestuur van de hoogste Franse voetbalcompetitie (LFP) voor een bedrag van 50 miljoen euro, waardoor de club in het vervolg actief mag blijven in Monaco.
De sportieve ommekeer voor Monaco kwam in het seizoen 2016/17, toen de financiële overmacht van Paris Saint-Germain niet langer voldoende was voor de titelverdediger uit de Franse hoofdstad om Monaco van zich af te schudden. Sterker: de ploeg van trainer-coach Leonardo Jardim, bezig aan zijn derde seizoen in het vorstendom, behaalde de achtste landstitel uit de clubgeschiedenis, hoewel Monaco de voetbaljaargang nog aarzelend was begonnen met een 2-2 gelijkspel tegen EA Guingamp. Daarna zette de club echter een indrukwekkende reeks neer met de 3-1 zege op PSG op 28 augustus als hoogtepunt. Doelpuntenmakers in die wedstrijd voor Monaco waren João Moutinho, Fabinho (strafschop) en Serge Aurier.
AS Monaco won vaak met grote cijfers in het kampioensjaar, want Jardim rekende af met zijn imago van behoudende coach: zijn ploeg scoorde veel en vaak. In de 4-4-2-formatie van Jardim was veel vrijheid weggelegd voor de vleugelverdedigers Djibril Sidibé en Benjamin Mendy en een belangrijke rol voor middenvelders Fabinho en Tiemoué Bakayoko, de laatste twee vormden een soort schild voor de defensie. Van groot belang ook was de inbreng van de opgeleefde aanvaller uit Colombia, Radamel Falcao, die met 21 goals het seizoen van de renaissance beleefde na matige jaren in de Engelse Premier League. Samen met het Franse toptalent Kylian Mbappé nam hij ruim de helft van de productie voor zijn rekening.
Dankzij een 2-0 zege op AS Saint-Étienne stelden de Monegasken hun achtste kampioenschap veilig op de voorlaatste speeldag van het seizoen. "Dit is het mooiste seizoen uit de clubhistorie", zei trainer Jardim na afloop. "We hebben de halve finale van de Champions League gehaald, stonden in de finale van de Coupe de la Ligue en hebben nu de landstitel gepakt." Jardim, oud-trainer van onder meer Olympiakos Piraeus en Sporting Portugal, behaalde de eerste grote prijs uit zijn trainersloopbaan. "Het is geweldig om een prijs te winnen met een team dat niet favoriet is."

## Erelijst
| Internationaal                |    |                                                |
| Alpencup                      | 3x | 1979, 1983, 1984                               |
| Nationaal                     |    |                                                |
| Division 1/Ligue 1            | 8x | 1961, 1963, 1978, 1982, 1988, 1997, 2000, 2017 |
| Trophée des Champions         | 4x | 1961, 1985, 1997, 2000                         |
| Coupe de la Ligue             | 1x | 2003                                           |
| Coupe de France               | 5x | 1960, 1963, 1980, 1985, 1991                   |
| Division 2/Ligue 2            | 3x | 1971, 1977, 2013                               |
| Championnat de France Amateur | 3x | 1964, 1971, 2008                               |
| Coupe Charles Drago           | 1x | 1961                                           |
| Trofeu Joan Gamper            | 1x | 2024                                           |

## Overzichtslijsten

### Eindklasseringen sinds 1948
- 1948 2e
Niveau 3
- 1949 8e
Division Interrégionale
- 1950 16e
Division Interrégionale
- 1951 5e
Division Interrégionale
- 1952 5e
Division Interrégionale
- 1953 2e
Division Interrégionale
- 1954 10e
Division Nationale
- 1955 14e
Division Nationale
- 1956 3e
Division Nationale
- 1957 5e
Division Nationale
- 1958 3e
Division Nationale
- 1959 8e
Division Nationale
- 1960 4e
Division Nationale
- 1961 1e
Division Nationale
- 1962 6e
Division Nationale
- 1963 1e
Division Nationale
- 1964 2e
Division Nationale
- 1965 12e
Division Nationale
- 1966 13e
Division Nationale
- 1967 14e
Division Nationale
- 1968 11e
Division Nationale
- 1969 17e
Division Nationale
- 1970 8e
Division Interrégionale
- 1971 1e
Division Interrégionale
- 1972 19e
Division Nationale
- 1973 2e
Division 2
- 1974 16e
Division 1
- 1975 10e
Division 1
- 1976 18e
Division 1
- 1977 1e
Division 2
- 1978 1e
Division 1
- 1979 4e
Division 1
- 1980 4e
Division 1
- 1981 4e
Division 1
- 1982 1e
Division 1
- 1983 6e
Division 1
- 1984 2e
Division 1
- 1985 3e
Division 1
- 1986 9e
Division 1
- 1987 5e
Division 1
- 1988 1e
Division 1
- 1989 3e
Division 1
- 1990 3e
Division 1
- 1991 2e
Division 1
- 1992 2e
Division 1
- 1993 3e
Division 1
- 1994 9e
Division 1
- 1995 6e
Division 1
- 1996 3e
Division 1
- 1997 1e
Division 1
- 1998 3e
Division 1
- 1999 4e
Division 1
- 2000 1e
Division 1
- 2001 11e
Division 1
- 2002 15e
Division 1
- 2003 2e
Ligue 1
- 2004 3e
Ligue 1
- 2005 3e
Ligue 1
- 2006 10e
Ligue 1
- 2007 9e
Ligue 1
- 2008 12e
Ligue 1
- 2009 11e
Ligue 1
- 2010 8e
Ligue 1
- 2011 18e
Ligue 1
- 2012 8e
Ligue 2
- 2013 1e
Ligue 2
- 2014 2e
Ligue 1
- 2015 3e
Ligue 1
- 2016 3e
Ligue 1
- 2017 1e
Ligue 1
- 2018 2e
Ligue 1
- 2019 17e
Ligue 1
- 2020 9e
Ligue 1
- 2021 3e
Ligue 1
- 2022 3e
Ligue 1
- 2023 6e
Ligue 1
- 2024 2e
Ligue 1
- 2025 3e
Ligue 1

- Niveau 1
- Niveau 2
- Niveau 3

### Seizoensresultaten sinds 1993/94
| Seizoen   | №  | Clubs | Divisie    | Duels | Winst | Gelijk | Verlies | Doelsaldo | Punten | Tsch   |
| --------- | -- | ----- | ---------- | ----- | ----- | ------ | ------- | --------- | ------ | ------ |
| 1993–1994 | 9  | 20    | Division 1 | 38    | 14    | 13     | 11      | 52–36     | 41     | 5.864  |
| 1994–1995 | 6  | 20    | Division 1 | 38    | 15    | 12     | 11      | 60–39     | 57     | 5.950  |
| 1995–1996 | 3  | 20    | Division 1 | 38    | 19    | 11     | 8       | 64–39     | 68     | 6.308  |
| 1996–1997 |    | 20    | Division 1 | 38    | 23    | 10     | 5       | 69–30     | 79     | 7.103  |
| 1997–1998 | 3  | 18    | Division 1 | 34    | 18    | 5      | 11      | 51–33     | 59     | 7.156  |
| 1998–1999 | 4  | 18    | Division 1 | 34    | 18    | 8      | 8       | 52–32     | 62     | 7.433  |
| 1999–2000 |    | 18    | Division 1 | 34    | 20    | 5      | 9       | 69–38     | 65     | 10.026 |
| 2000–2001 | 11 | 18    | Division 1 | 34    | 12    | 7      | 15      | 53–50     | 43     | 9.038  |
| 2001–2002 | 15 | 18    | Division 1 | 34    | 9     | 12     | 13      | 36–41     | 39     | 8.543  |
| 2002–2003 | 2  | 20    | Ligue 1    | 38    | 19    | 10     | 9       | 66–33     | 67     | 8.232  |
| 2003–2004 | 3  | 20    | Ligue 1    | 38    | 21    | 12     | 5       | 59–30     | 75     | 10.394 |
| 2004–2005 | 3  | 20    | Ligue 1    | 38    | 15    | 18     | 5       | 52–35     | 63     | 11.775 |
| 2005–2006 | 10 | 20    | Ligue 1    | 38    | 13    | 13     | 12      | 42–36     | 52     | 11.183 |
| 2006–2007 | 9  | 20    | Ligue 1    | 38    | 13    | 12     | 13      | 45–38     | 51     | 11.048 |
| 2007–2008 | 12 | 20    | Ligue 1    | 38    | 13    | 8      | 17      | 40–48     | 47     | 10.833 |
| 2008–2009 | 11 | 20    | Ligue 1    | 38    | 11    | 12     | 15      | 41–45     | 45     | 8.512  |
| 2009–2010 | 8  | 20    | Ligue 1    | 38    | 15    | 10     | 13      | 39–45     | 55     | 7.894  |
| 2010–2011 | 18 | 20    | Ligue 1    | 38    | 9     | 17     | 12      | 36–40     | 44     | 6.905  |
| 2011–2012 | 8  | 20    | Ligue 2    | 38    | 13    | 13     | 12      | 41–48     | 52     | 4.602  |
| 2012–2013 | 1  | 20    | Ligue 2    | 38    | 21    | 13     | 4       | 64–33     | 76     | 5.295  |
| 2013–2014 | 2  | 20    | Ligue 1    | 38    | 23    | 11     | 4       | 64–31     | 80     | 8.274  |
| 2014–2015 | 3  | 20    | Ligue 1    | 38    | 20    | 11     | 7       | 51–26     | 71     | 7.820  |
| 2015–2016 | 3  | 20    | Ligue 1    | 38    | 17    | 14     | 7       | 57–50     | 65     | 7.838  |
| 2016–2017 |    | 20    | Ligue 1    | 38    | 30    | 5      | 3       | 107–31    | 95     | 9.499  |
| 2017–2018 | 2  | 20    | Ligue 1    | 38    | 24    | 8      | 6       | 85–45     | 80     | 9.243  |
| 2018–2019 | 17 | 20    | Ligue 1    | 38    | 8     | 12     | 18      | 38–57     | 36     | 8.448  |
| 2019–2020 | 9  | 20    | Ligue 1    | 28    | 11    | 7      | 10      | 44–44     | 40     | 6.641  |
| 2020–2021 | 3  | 20    | Ligue 1    | 38    | 24    | 6      | 8       | 76–42     | 78     | --     |
| 2021–2022 | 3  | 20    | Ligue 1    | 38    | 20    | 9      | 9       | 65–40     | 69     | --     |
| 2022–2023 | 6  | 20    | Ligue 1    | 38    | 19    | 8      | 11      | 70–58     | 65     | --     |
| 2023–2024 | 2  | 18    | Ligue 1    | 34    | 20    | 7      | 7       | 68–42     | 67     | --     |
| 2024–2025 | 3  | 18    | Ligue 1    | 34    | 18    | 7      | 9       | 63–41     | 61     | --     |

### AS Monaco in Europa
AS Monaco speelt sinds 1961 in diverse Europese competities. Hieronder staan de competities en in welke seizoenen de club deelnam:
- Champions League (15x)

1993/94, 1997/98, 2000/01, 2003/04, 2004/05, 2005/06, 2014/15, 2015/16, 2016/17, 2017/18, 2018/19, 2021/22, 2022/23, 2024/25, 2025/26
- Europacup I (5x)

1961/62, 1963/64, 1978/79, 1982/83, 1988/89
- Europa League (3x)

2015/16, 2021/22, 2022/23
- Europacup II (6x)

1974/75, 1980/81, 1985/86, 1989/90, 1991/92, 1992/93
- UEFA Cup (9x)

1979/80, 1981/82, 1984/85, 1990/91, 1995/96, 1996/97, 1998/99, 1999/00, 2005/06
Bijzonderheden Europese competities:
| Bijzonderheid                 | Datum      | Tegenstander    | Uitslag | Plaats | Naam            | Aantal |
| ----------------------------- | ---------- | --------------- | ------- | ------ | --------------- | ------ |
| Grootste overwinning          | 01-10-1991 | Swansea City FC | 8-0     | Monaco |                 |        |
| Grootste nederlaag            | 06-11-2018 | Club Brugge     | 0-4     | Monaco |                 |        |
| Speler met meeste wedstrijden | 27-04-1994 |                 |         |        | Jean-Luc Ettori | 60     |
| Speler met meeste doelpunten  | 05-11-1997 |                 |         |        | Victor Ikpeba   | 14     |

UEFA Club Ranking: 54 (07-07-2025)

## Bekende (oud-)Monégasques

### Spelers
- Éric Abidal
- Emmanuel Adebayor
- Pierre-Emerick Aubameyang
- Benoît Badiashile
- Fabien Barthez
- Dimitar Berbatov
- Ricardo Carvalho
- Nacer Chadli
- Costinha
- Eric Dier
- Axel Disasi
- Jean-Luc Ettori
- Patrice Evra
- Cesc Fàbregas
- Radamel Falcao
- Ansu Fati
- Yannick Ferreira Carrasco
- Ludovic Giuly
- Thierry Henry
- Glenn Hoddle
- Thilo Kehrer
- Jürgen Klinsmann
- Jan Koller
- Søren Lerby
- Maicon
- Rafael Márquez
- Anthony Martial
- Kylian Mbappé
- Jérémy Ménez
- João Moutinho
- Emmanuel Petit
- Paul Pogba
- James Rodríguez
- Jérôme Rothen
- Willy Sagnol
- Bernardo Silva
- Sébastien Squillaci
- Aurélien Tchouaméni
- Lilian Thuram
- Jérémy Toulalan
- Yaya Touré
- David Trezeguet
- George Weah

### Trainers
- Philippe Clement
- Didier Deschamps
- Adi Hütter
- Leonardo Jardim
- Niko Kovač
- Lucien Leduc
- Claude Puel
- Claudio Ranieri
- Arsène Wenger